# Mỹ Cô
Mỹ Cô (chữ Hán giản thể: 美姑县, Hán Việt: Mỹ Cô huyện) là một huyện thuộc Châu tự trị dân tộc Di Lương Sơn, tỉnh Tứ Xuyên, Cộng hòa Nhân dân Trung Hoa. Huyện này có diện tích 2573 km2, dân số năm 2002 là 180.000 người. Huyện được chia thành các đơn vị hành chính gồm 1 trấn, 35 hương.
- Trấn: Ba Phổ.
- Hương: Giác Lạc, Ba Cổ, Nông Tác, Ngoã Cổ, Nhĩ Kỳ, Tha Mộc, Bỉnh Đồ, Ngõa Tây, Thải Hồng, Tô Lạc, Trúc Khố, Điển Bổ, Long Môn, Sái Khố, Cửu Khẩu, Liễu Hồng, Long Oa, Tử Uy, Nhĩ Hiệp, Cáp Lạc, Ni Cáp, Nhạc Ước, Thụ Oa, Hiệp Cô Lạc, Hậu Cổ Mạc, Ngưu Ngưu Bá, Y Quả Giác, Nga Khúc Cổ, Tá Qua Y Đạt, Lạp Mộc A Giác, Lạc Mạc Y Đạt, Tỉnh Hiệp Đặc Tây, Y Lạc Lạp Đạt, Hậu Bá Nãi Tha, Lạc Nga Y Cam